# ADCY1
La adenilato ciclasa 1 (ADCY1) es una isozima de la adenilato ciclasa (EC 4.6.1.1). Esta enzima que cataliza la conversión de ATP a cAMP.
ATP + {\displaystyle \rightleftharpoons } cAMP + fosfato
Es una adelinato ciclasa sensible a la calmodulina. Puede que participe en procesos reguladores en el sistema nervioso central. Puede que juegue un papel en la adquisición de memoria y aprendizaje.
Como cofactor necesita dos iones magnesio por subunidad. Es activada por Ca2+/calmodulina. Es inhibida por las subunidades beta y gamma de la proteína G. Es una proteína de membrana multipaso. Se expresa en el cerebro, retina y médula adrenal.